# Ludwig von Arco-Zinneberg

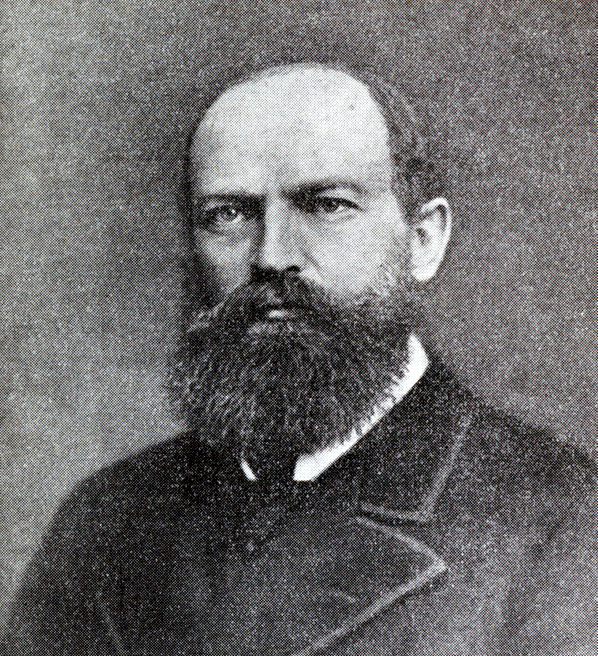
Ludwig Graf von Arco-Zinneberg

Ludwig von Arco-Zinneberg (* 3. Januar 1840 in München; † 20. November 1882 ebenda) war ein katholischer bayerischer Vereinsfunktionär und Politiker.
Arco-Zinneberg entstammte der alten Adelsfamilie der Arco. Er war ein Enkel der verwitweten Kurfürstin von Bayern, Maria Leopoldine von Österreich-Este, und eine der führenden Personen des katholisch-konservativen Verbandslebens im Bayern der zweiten Hälfte des 19. Jahrhunderts.
1867 wurde er Vorsitzender des Münchner St. Vincentius-Zentralvereins, der sich der Armenfürsorge widmete, 1869 wurde er Gründungsvorsitzender des „Bayerisch-Patriotischen Bauernvereins Tuntenhausen“, der unter seiner Führung schnell wuchs. 1870 erwarb sein Vater für ihn das Schloss Maxlrain.
Zusammen mit seinem Vetter Karl zu Löwenstein-Wertheim-Rosenberg organisierte er die Deutschen Katholikentage und schuf als Vorsitzender des katholischen Kasinos München „eine geistige Zentrale der gebildeten und im öffentlichen Leben tätigen Katholiken“ (E. von Aretin), insbesondere auch im engen Kontakt mit den führenden Personen aus der Bayerischen Patriotenpartei. Ab 1876 war er Ehrenmitglied der katholischen Studentenverbindung KDStV Aenania München.
Arco-Zinneberg, der stets mit gesundheitlichen Problemen zu kämpfen hatte, starb im Alter von 42 Jahren in München. Er ist bestattet in der Arco-Zinneberg'schen Grablege in der Wallfahrtskirche Tuntenhausen.